# Lovesong (sztuka teatralna)
Lovesong – sztuka teatralna autorstwa brytyjskiej dramaturg Abi Morgan, wystawiona po raz pierwszy w 2011 roku, zaś wydana drukiem w 2012 roku.

## Okoliczności powstania i premiery
Sztuka została napisana na zamówienie kompanii teatralnej Frantic Assembly, która jesienią 2011 pokazała ją po raz pierwszy podczas trasy obejmującej występy w kilku brytyjskich miastach, m.in. Warwick i Plymouth. Następnie ta sama inscenizacja została zaprezentowana w Londynie, gdzie trafiła na scenę teatru Lyric Hammersmith. Tam też nastąpiła rejestracja spektaklu na potrzeby platformy video on demand Digital Theatre. Pod koniec lutego 2012 nakładem oficyny Oberon Books ukazało się wydanie książkowe sztuki.
W prapremierowej inscenizacji wystąpili: Sam Cox, Siân Phillips, Edward Bennett i Leanne Rowe, zaś reżyserią i zarazem choreografią zajęli się wspólnie Scott Graham i Steven Hoggett.

## Opis fabuły
Akcja sztuki składa się z przeplatających się płynnie wydarzeń z dwóch okresów w życiu tego samego małżeństwa, Margaret i Williama. Niemal równocześnie, w zazębiający się sposób, ukazane zostają pierwsze lata ich wspólnego życia, gdy oboje są około trzydziestki, a także ostatni etap ich związku, 40 lat później, gdy ich relacja zmierza do smutnego końca w związku z postępującą, śmiertelną chorobą Margaret. 
Taka konstrukcja fabularna sprawia, iż choć sztuka ma w gruncie rzeczy tylko dwoje bohaterów, to występuje w niej czworo aktorów. Nieco przewrotnie, w didaskaliach młodsze wersje bohaterów określane są ich pełnymi imionami, zaś starsze wcielenia zdrobnieniami (Maggie i Billy).